# Черекулевский сельсовет
Черекулевский сельсовет  — муниципальное образование в Илишевском районе Башкортостана.

## История
Согласно «Закону о границах, статусе и административных центрах муниципальных образований в Республике Башкортостан» имеет статус сельского поселения.

## Население
| 2002 | 2009 | 2010 | 2012 | 2013 | 2014 | 2015 |
| ---- | ---- | ---- | ---- | ---- | ---- | ---- |
| 973  | ↗982 | ↘975 | ↘971 | ↘960 | ↘945 | ↗946 |
| 2016 | 2017 | 2018 |      |      |      |      |
| ↗963 | ↗978 | ↘966 |      |      |      |      |

## Состав сельского поселения
| № | Населённый пункт | Тип населённого пункта       | Население |
| - | ---------------- | ---------------------------- | --------- |
| 1 | Нижнечерекулево  | село, административный центр | ↘573      |
| 2 | Верхнечерекулево | деревня                      | ↘402      |